# 熱河翼龍屬
熱河翼龍屬（学名：Jeholopterus）是種小型蛙嘴龍科翼龍類，生存於侏儸紀早期至中期，發現於中國內蒙古自治區髫髻山層的道虎溝化石層，另外於北韓地層年代屬於白堊紀早期的新義州層也有發現疑似熱河翼龍屬的化石，化石有毛與皮膚壓痕，以發現地點熱河為名。
模式種是寧城熱河翼龍（Jeholopterus ninchengensis），也是該屬目前惟一一種，化石來自於中國內蒙古自治區寧城縣髫髻山層道虎溝化石層的一個接近完整標本。標本是夾在兩個岩板之間，所以標本分別保存在兩個岩板上。這標本包含了保存良好的碳化皮膚纖維，以及爭議性的毛或原始羽毛。纖維圍繞在標本周圍。翼的軟組織被保存下來，但不清楚翼膜延展到後肢的哪個部位，或者是延展到整個後肢。

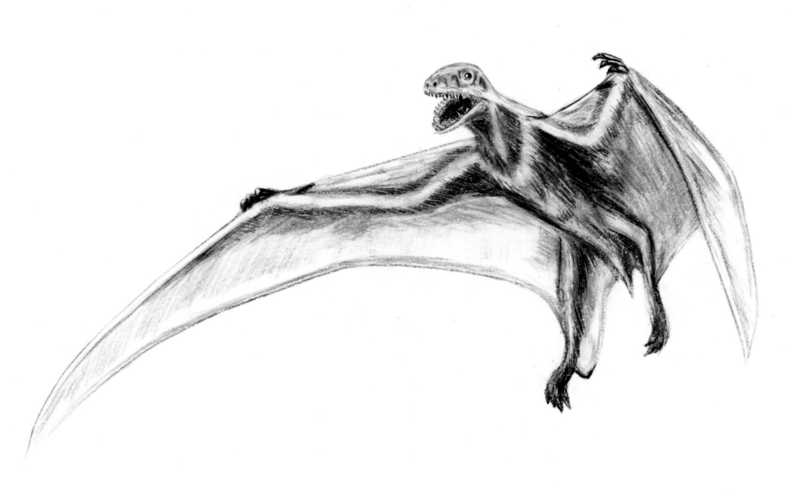
寧城熱河翼龍生活重建圖

屬於蛙嘴龍科的熱河翼龍的特徵在頭顱骨的寬度比長度長，以及非常寬廣的嘴部。證據顯示熱河翼龍的翼膜連接到踝部。根據Wang等科學家的說法，他們認為熱河翼龍有短尾巴，其他蛙嘴龍類也有相同的特徵，但短尾巴在喙嘴翼龍類身上是不尋常的。Wang以及其他科學家利用尾巴部位的毛，來推論牠們有短尾巴。然而在後來達拉·維齊亞（Dalla Vecchia）的研究裡，提出化石標本上的尾巴是完全遺失的。

## 爭議理論

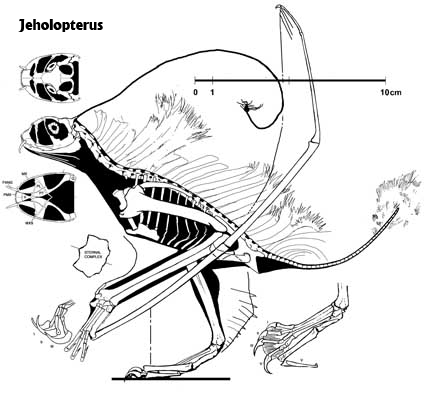
David Peters所繪製骨骼圖解

大衛·彼德斯（David Peters）在2003年藉由Photoshop軟體的協助下，他宣稱發現不尋常的軟組織，包括類似馬的尾巴。彼德斯推測類似馬的尾巴是作為飛行時的清潔物，頭部則有延伸出的誘導物（類似鮟鱇魚的誘導物），背部則有一排鰭狀物。彼德斯也宣稱他發現類似響尾蛇的犬齒、類似響尾蛇的上頜、如外科手術用具般銳利的爪、粗短的腿、以及其他特徵，這些特徵顯示熱河翼龍是種吸血鬼翼龍，牠們用長牙咬住皮膚，並旋轉頭顱骨以讓長牙更固定到皮膚上。下頜的小型牙齒無法穿刺，但可勉強作為鉗子用。著名的翼龍類研究者Chris Bennett將彼德斯的敘述形容為“幻想”，並揭穿了彼德斯的方法。
熱河翼龍正模標本遭到壓碎、變形的頭顱骨，與其他較大的正常形狀骨頭相比，很難確認頭顱骨各種特徵的正確性。熱河翼龍的頭顱骨是以背側保存下來，所以上頜骨的形狀、牙齒大小、以及頭蓋骨的方向，都是模糊不清的。這對於所有從擠壓過的標本重建的骨骸，是種警訊。另外，彼德斯修改高畫質的照片來發現如軟組織等特徵的方法是有爭議的。
有一個基於明顯特徵的例子：一個骨頭被彼德斯鑑定為一顆異常長犬齒的一部分，實際上應是：
- 1)兩顆並置的牙齒，一顆位在另一顆之上。
- 2)一個長骨頭的破碎尾端。
- 3)一個沿者齒冠裂開的牙齒。

然而，在第三個可能性中，該骨頭的尾端非常整齊，爬行動物牙齒自然裂開時應該更整齊，所以這骨頭不太可能是破碎牙齒。只剩下前兩個可能性。在這些可能性中，沒有方法可以明確地檢驗材料，或消除任何一個可能性。

## 外部連結
- 電腦繪圖技術的有效性討論 （页面存档备份，存于）（英文）
- 恐龍博物館網站-熱河翼龍標本照片